# Sydlig fiskaltörnskata
Sydlig fiskaltörnskata (Lanius collaris) är en fågel i familjen törnskator inom ordningen tättingar.

## Utbredning och systematik
Arten delas in i fem underarter i två grupper med följande utbredning:
- L. c. marwitzi – nordöstra och sydcentrala Tanzania
- collaris-gruppen
  - L. c. collaris – södra Namibia, Sydafrika (förutom i norr och nordost), Lesotho, Swaziland och allra sydligaste Moçambique
  - L. c. pyrrhostictus – nordöstra Botswana, Zimbabwe, nordöstra Sydafrika och sydvästra Moçambique
  - L. c. subcoronatus – sydöstra Angola, Namibia (förutom kusten i nordväst och längst i söder), sydvästra Zimbabwe och norra Sydafrika (söderut till nordvästra Norra Kapprovinsen och centrala Fristatsprovinsen)
  - L. c. aridicolus – arida kustnära nordvästra Namibia och sydvästra Angola

Sydlig och nordlig fiskaltörnskata (L. humeralis) betraktades fram till nyligen som samma art under det svenska namnet fiskaltörnskata. Tidigare betraktades också underarten marwitzi som en egen art med det svenska namnet uhehehtörnskata.

## Status
IUCN kategoriserar arten som  livskraftig, men inkluderar även nordlig fiskaltörnskata i bedömningen.